# Himalaya Airlines
Himalaya Airlines est une compagnie aérienne basée à l'aéroport international Tribhuva à Katmandou. Cette compagnie a été fondée en 2014, c'est une coentreprise entre Yeti Airlines Group, Himalaya Infrastructure Fund et Tibet Airlines. Elle a lancé ses opérations en mai 2016 avec un Airbus A320. En février 2017, elle dessert quatre destinations.
La compagnie figure sur la liste des transporteurs aériens interdits dans l'Union européenne.

## Flotte
Au mois d'octobre 2020, la flotte d'Himalaya Airlines est de :